# 大沼駅
大沼駅（おおぬまえき）は、北海道亀田郡七飯町字大沼町にある北海道旅客鉄道（JR北海道）函館本線の駅である。駅番号はH68。電報略号はオマ。事務管理コードは▲140108。当駅で七飯駅からの下り列車専用の別線（通称：藤城支線）が本線と合流し、加えて当駅 - 森駅間を海岸沿いに迂回する支線（通称：砂原支線）が分岐する。かつては急行、特急の上り一部列車が停車していたが、現在は普通列車のみ停車する。

## 歴史

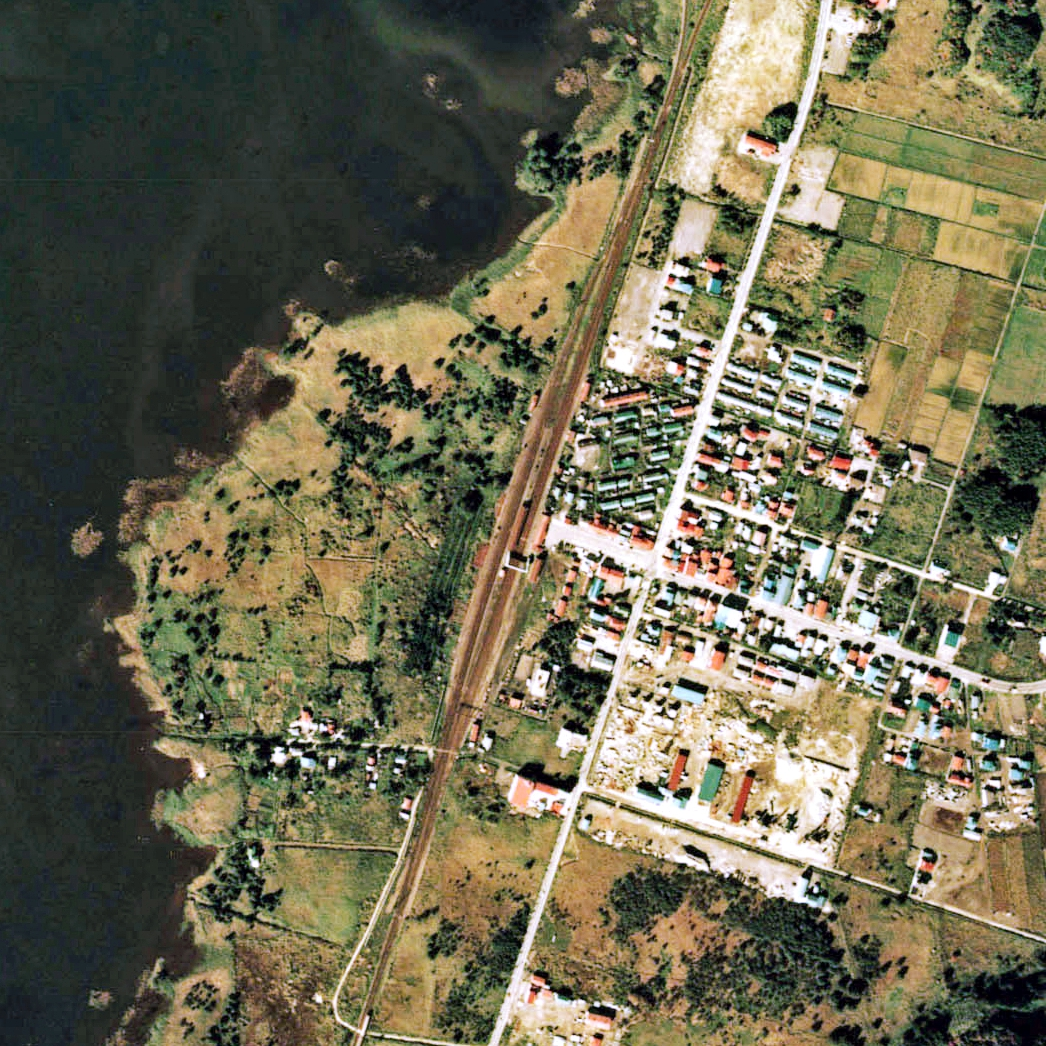
1976年の大沼駅と周囲約1km範囲。下が函館方面。上は右が砂原支線鹿部・森方面、左が本線大沼公園・森方面。

### 年表
- 1903年（明治36年）
  - 6月28日：北海道鉄道本郷駅（後の新函館北斗駅）- 森駅間延伸開通に伴い大沼駅として開業[3]。一般駅。
  - 月日不詳：小沼の採氷事業が開始され、冬期間に駅裏氷庫から貨車積みされた[注 1]。
- 1905年（明治38年）：大沼だんご販売開始[新聞 2]。
- 1907年（明治40年）7月1日：北海道鉄道国有化により、官設鉄道の駅となる[3]。
- 1909年（明治42年）10月12日：線路名を函館本線に制定、それに伴い同線の駅となる。
- 1918年（大正7年）2月：駅舎改築[5]。
- 1920年（大正9年）6月15日：軍川駅（いくさがわえき）に改称[6]。同時に大沼公園駅が大沼駅（2代）となる[3][6]。
- 1926年（大正15年）11月：4番線設置[5]。
- 1945年（昭和20年）6月1日：函館本線支線（通称：砂原支線）当駅 - 渡島砂原駅間が開通[3]。
- 1956年（昭和36年）12月15日：仁山信号場（現：仁山駅） - 当駅間を峠下トンネル経由の旧線から新峠下トンネル経由の新線に切り替え[7]。
- 1949年（昭和24年）6月1日：日本国有鉄道法施行に伴い、日本国有鉄道（国鉄）に継承。
- 1954年（昭和29年）8月8日：昭和天皇、香淳皇后が大沼公園に行幸啓。翌日にかけてお召し列車が発着[8]。
- 1962年（昭和37年）7月25日：次のように変更[7][9][10][11]。
  - 仁山信号場 - 当駅間に熊の湯信号場新設。
  - 熊の湯信号場 - 当駅間は、一度廃止された峠下トンネルを改修して復活させ、暫定的に複線化。
- 1964年（昭和39年）6月1日：大沼駅に再改称。大沼駅（2代）は先立つ5月1日付けで大沼公園駅に戻っている[3]。
- 1966年（昭和41年）9月30日：函館本線 七飯駅 - 当駅間に下り線専用の別線（通称：藤城支線）開通[11]に伴い、次のように変更[9][7]。
  - 熊の湯信号場廃止。
  - 旧熊の湯信号場 - 当駅間の旧下り線（新峠下トンネル経由）を藤城支線（下り専用）に転用。
  - 旧熊の湯信号場 - 当駅間の旧上り線（峠下トンネル経由）を再び上下列車兼用の単線としての供用に戻す。これにより七飯駅 - 大沼駅間は変則的ながら複線化を達成。
- 1970年（昭和45年）：小沼の採氷出荷事業終了[注 1]。
- 1971年（昭和46年）10月26日：貨物扱い廃止[5]。
- 1982年（昭和57年）3月：駅舎改築[5]。
- 1984年（昭和59年）2月1日：荷物扱い廃止[5]。
- 1986年（昭和61年）11月1日：急行「ニセコ」が廃止され、優等列車の停車がなくなる。
- 1987年（昭和62年）4月1日：国鉄分割民営化に伴い、北海道旅客鉄道（JR北海道）の駅となる。
- 1993年（平成5年）：この頃、駅での大沼だんご販売が打ち切られる[新聞 2]。
- 2000年（平成12年）3月11日：快速「アイリス」の下り列車が廃止され、普通列車のみの停車となる。
- 2007年（平成19年）10月1日：駅ナンバリングを実施[JR北 3]。
- 2013年（平成25年）9月19日：当駅構内で帯広貨物発熊谷ターミナル行きの貨物列車「8054列車」（17両編成）が脱線する事故が発生（けが人なし）[JR北 4]。
- 2023年（令和5年）
  - 3月17日：みどりの窓口の営業を終了[JR北 1][JR北 2][新聞 1]。
  - 3月18日：終日無人化[JR北 1][JR北 2][新聞 1]。

### 駅名の由来
当駅の所在する地名より。地名は、アイヌ語の「ポロ・トー」（大きい沼）の和訳に由来する。大沼のことである。
旧駅名の軍川は、アイヌ語の「イクサップ」（渡し守）に由来する。渡し守が住んでいたとのことで、1858年（安政5年）相馬藩がこの地方を開拓した際に付けられた。

## 駅構造
単式ホーム1面1線（1番のりば）と島式ホーム1面2線（2・3番のりば）、計2面3線のホームを有する地上駅。互いのホームは跨線橋で連絡している。木造駅舎を有する。
1・2番のりばの間に中線があり、貨物列車（砂原支線から函館方面）の待機線として使われていたが、現在は使用停止となっている。3番のりばの横にも待避線があり、こちらは森方面への貨物列車の待避に現在も使用されている。
七飯駅管理（夜間連絡先は五稜郭駅）の無人駅である。無人化される前は社員配置駅（駅長配置。早朝夜間駅員不在。冬季間当直勤務あり）で、みどりの窓口が設置されていた。また、本線（大沼公園駅・赤井川駅）と砂原支線（鹿部駅・渡島沼尻駅）を管理下に置いていた。
駅舎は構内の東側（旭川方面に向かって右側）に位置し、単式ホーム中央部分に接している。古い木造平屋建て（一部二階建て）の建物である。駅舎内にトイレを有する。
「HOKKAIDO ONUMA」と記載された駅スタンプが設置されている。1993年（平成5年）時点のスタンプには「駒ケ岳」と記載されていた。

### のりば
| 番線 | 路線      | 路線     | 方向 | 行先           | 備考                   |
| ---- | --------- | -------- | ---- | -------------- | ---------------------- |
| 1    | ■函館本線 | 本線     | 上り | 函館方面       | 渡島砂原方面からの列車 |
| 2    | ■函館本線 | 本線     | 上り | 函館方面       | 大沼公園方面からの列車 |
| 2    | ■函館本線 | 本線     | 下り | 森・長万部方面 |                        |
| 2    | ■函館本線 | 砂原支線 | 下り | 森・長万部方面 |                        |
| 3    | ■函館本線 | 本線     | 上り | 函館方面       | 当駅始発               |
| 3    | ■函館本線 | 本線     | 下り | 森・長万部方面 |                        |
| 3    | ■函館本線 | 砂原支線 | 下り | 森・長万部方面 |                        |

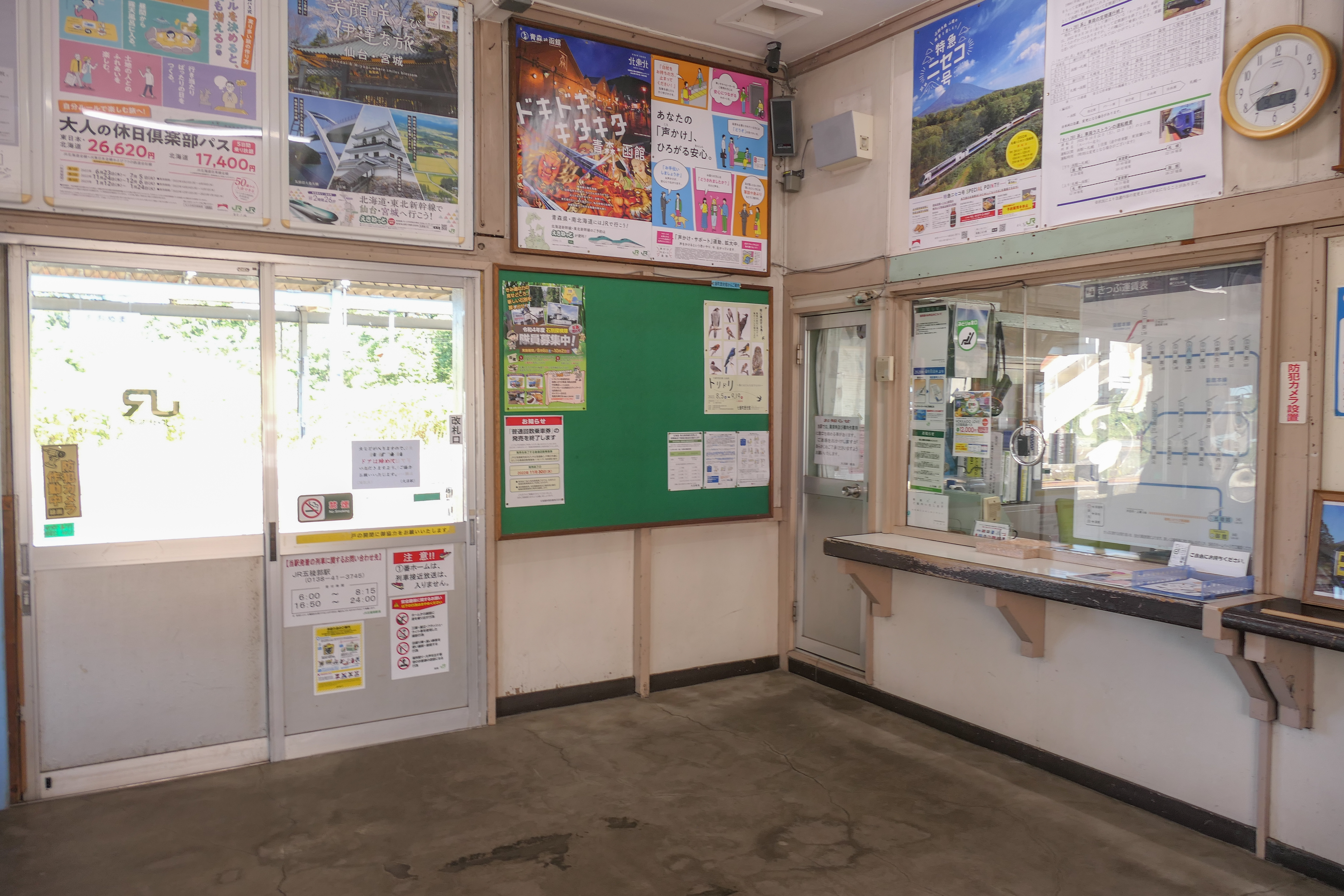
改札口（2022年9月）
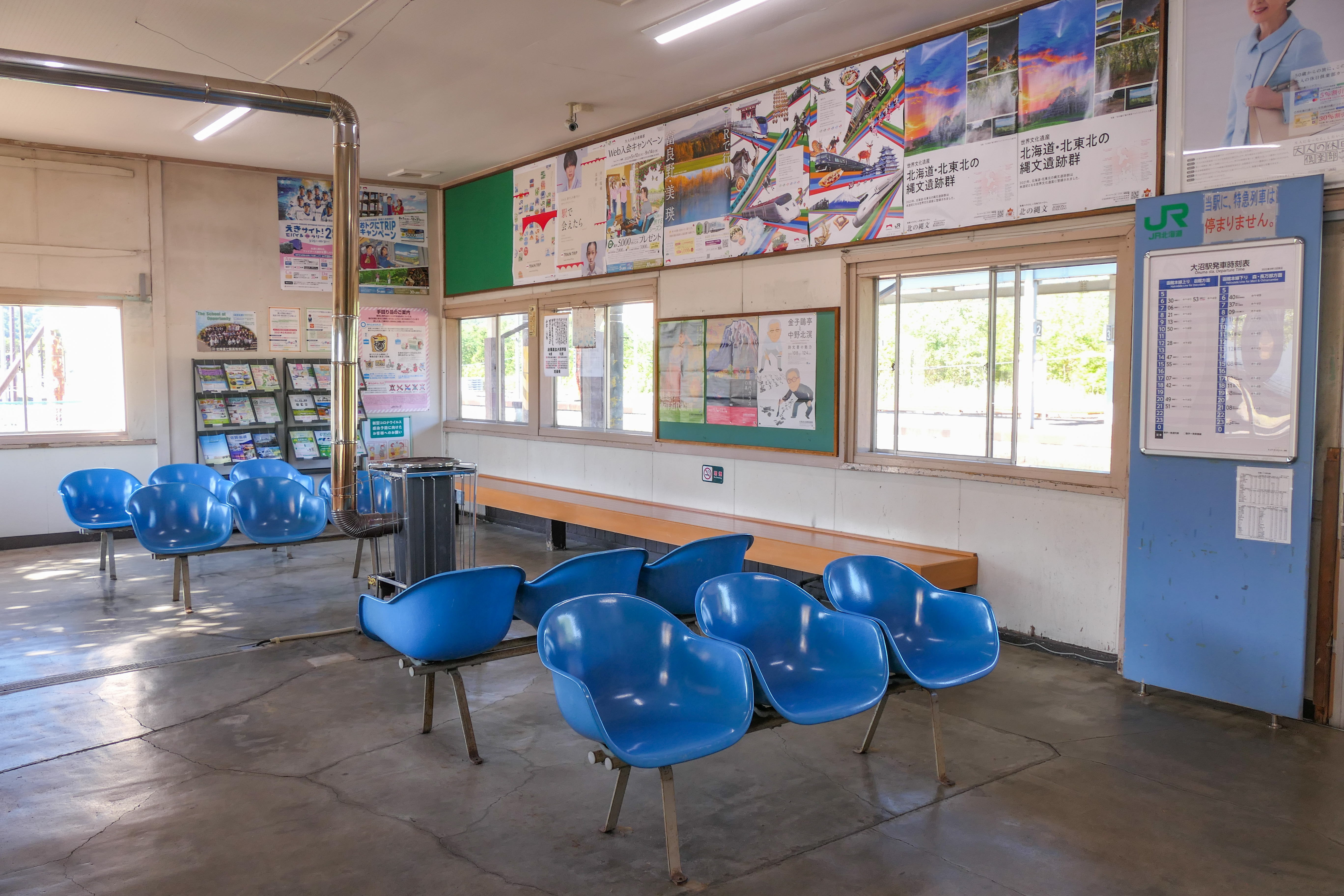
待合室（2022年9月）
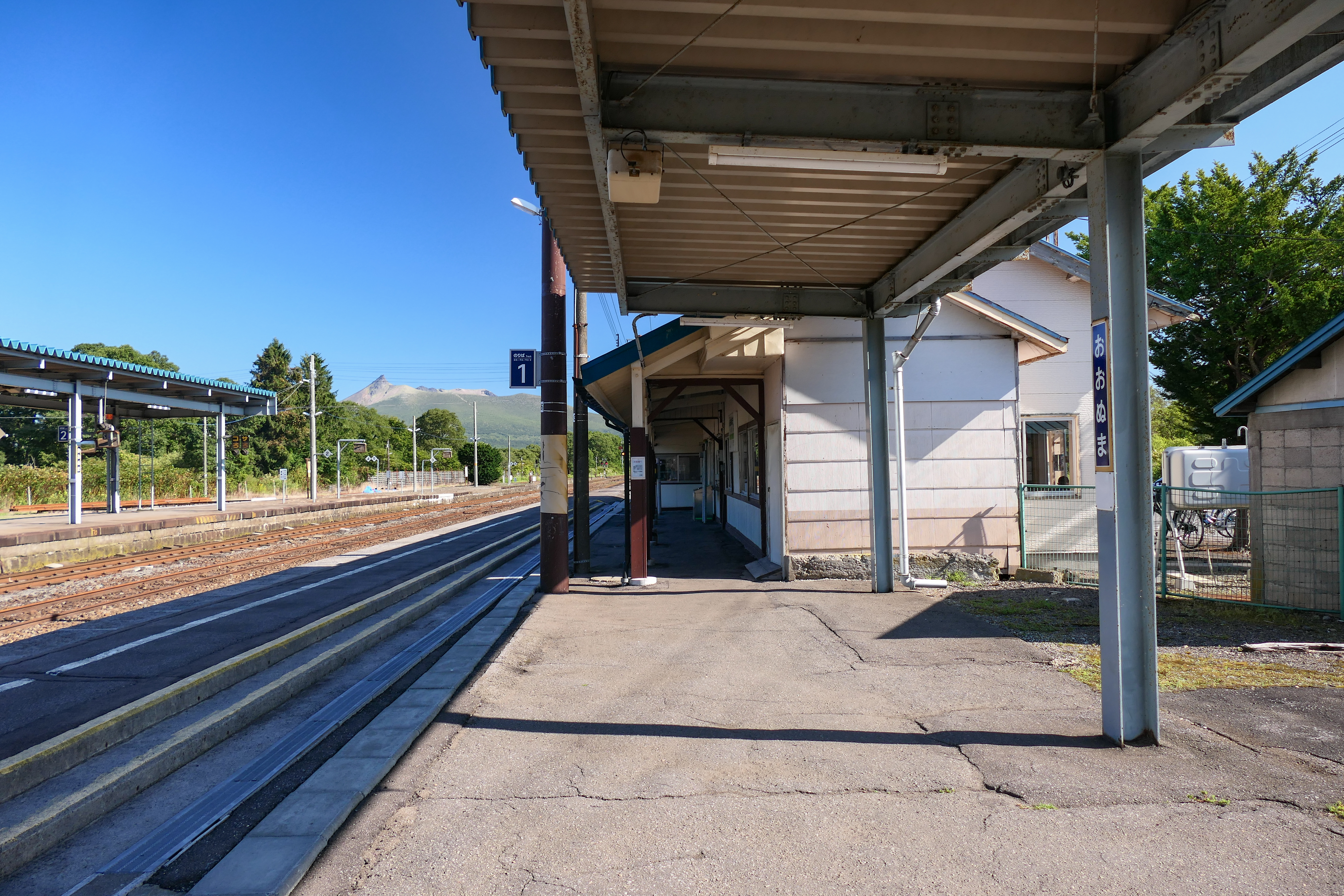
1番線ホーム（2022年9月）
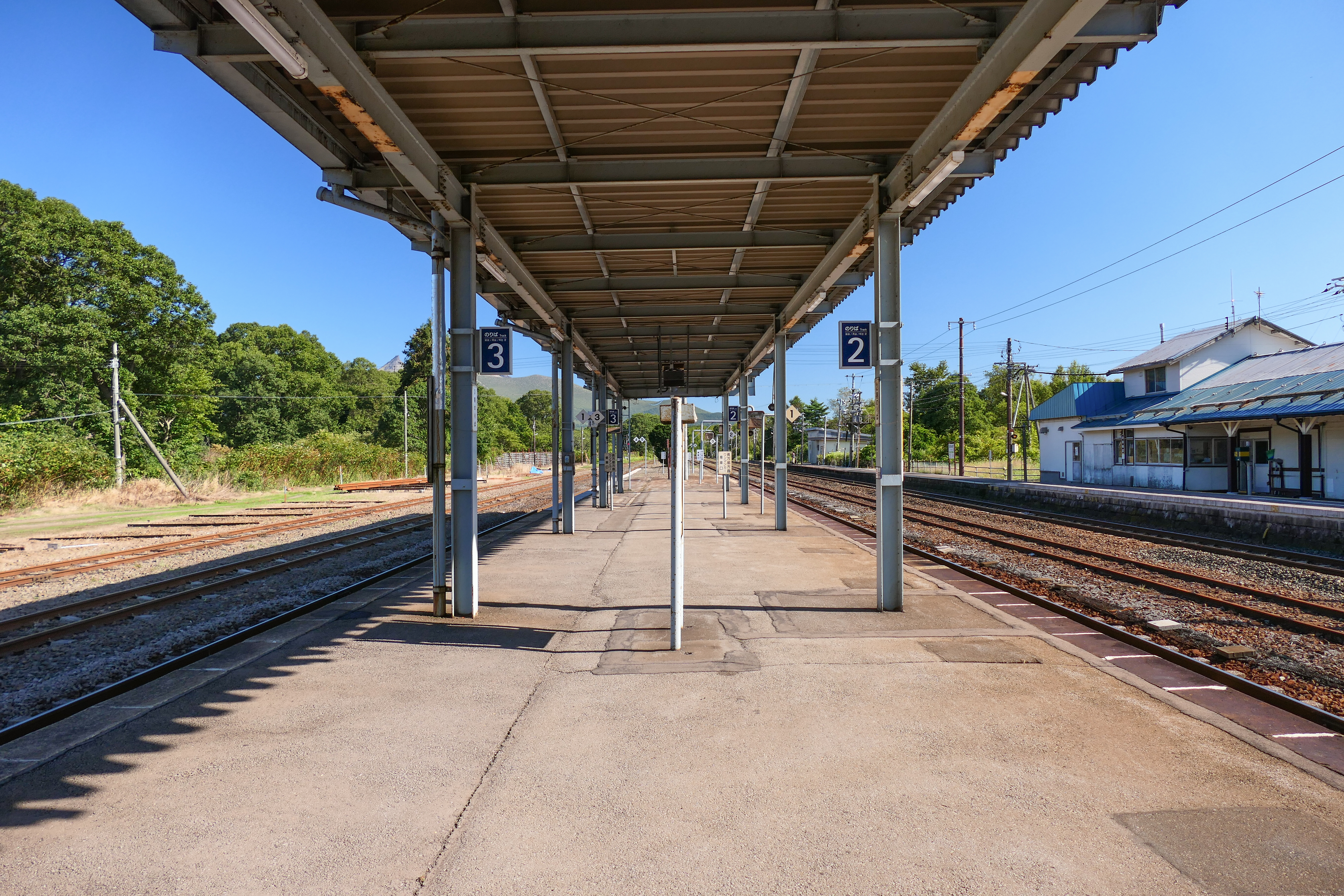
2・3番線ホーム（2022年9月）
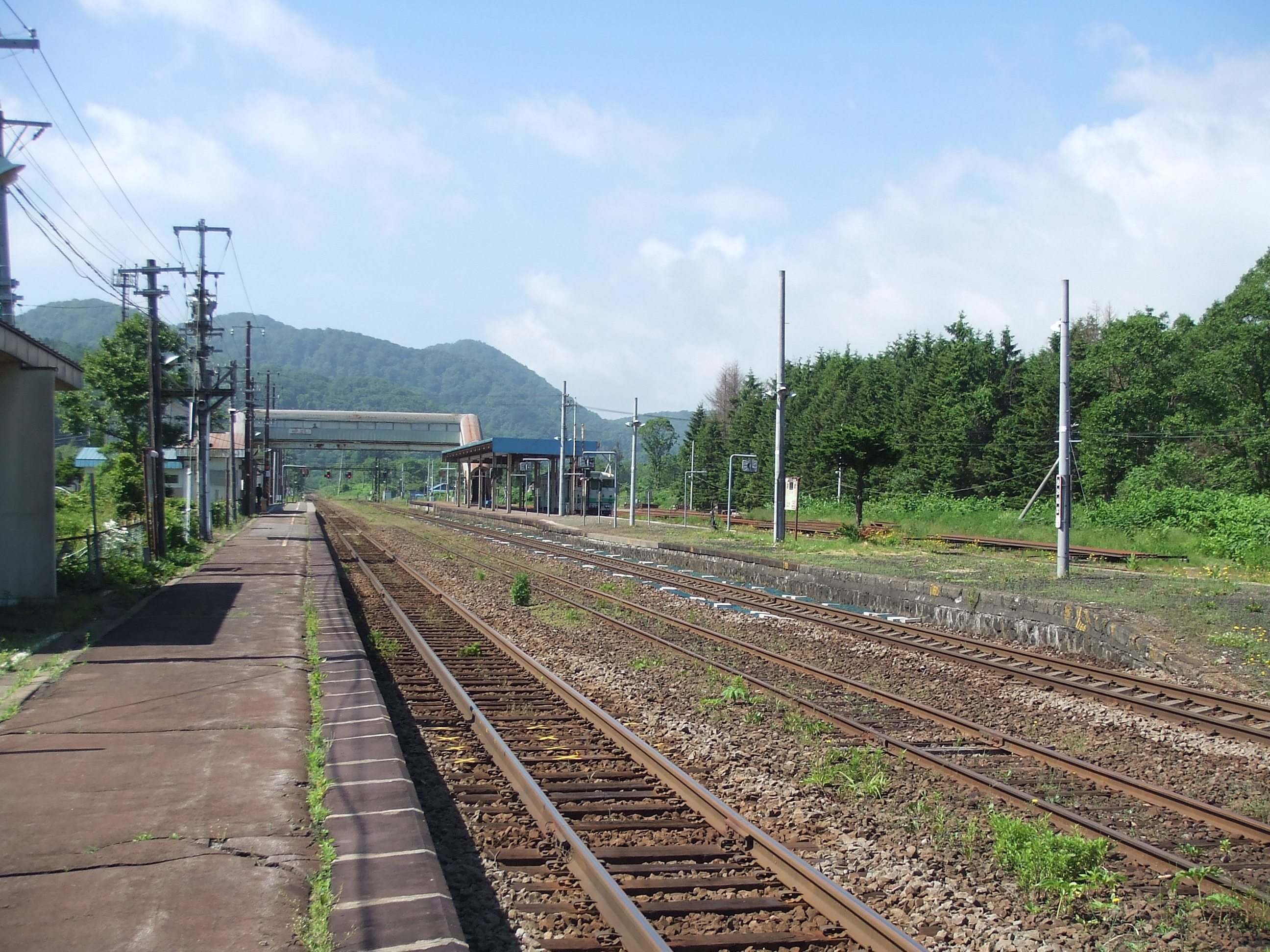
駅構内と通過線 （2007年6月）
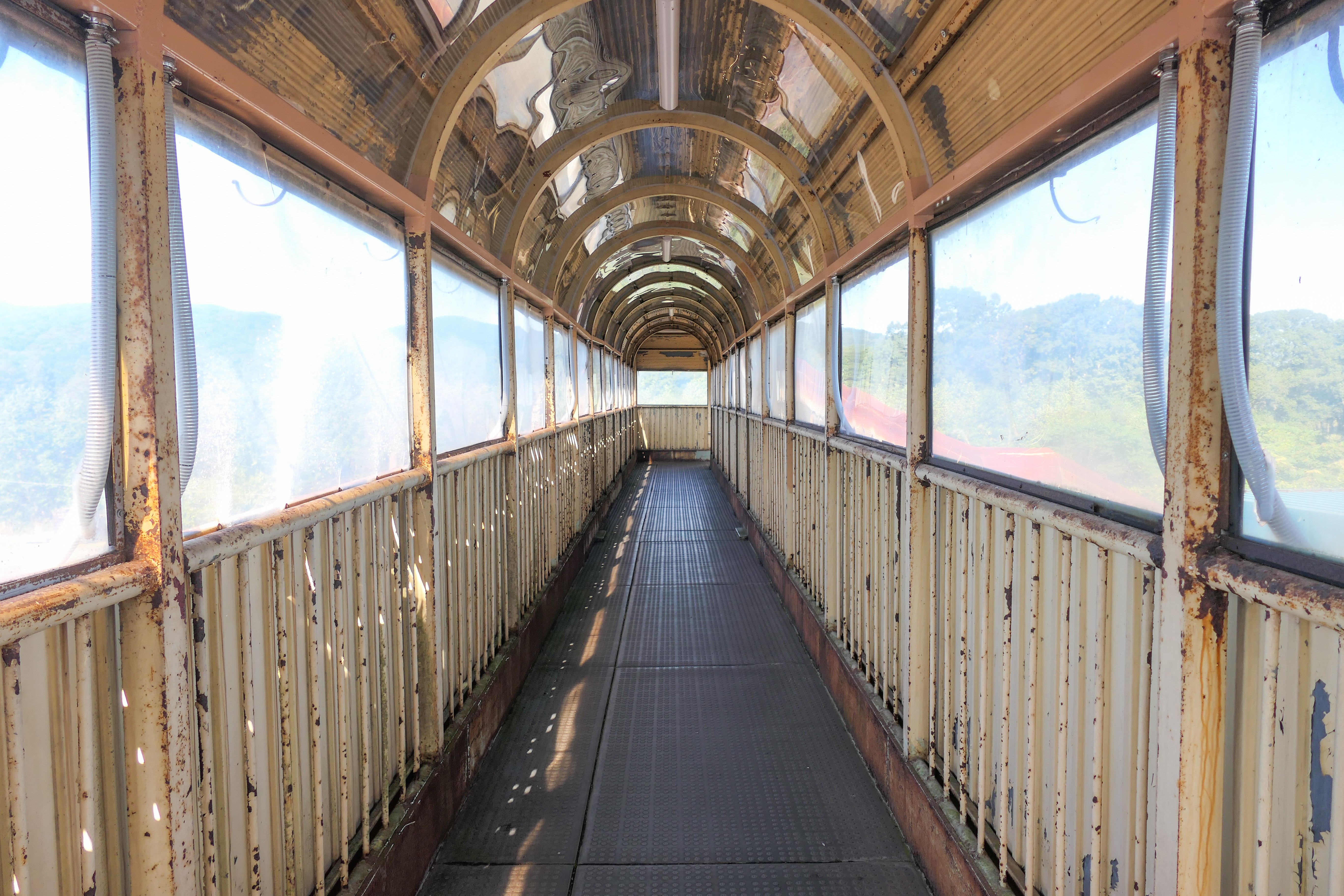
跨線橋（2022年9月）

## 利用状況
乗車人員の推移は以下の通り。年間の値のみ判明している年度は日数割で算出した参考値を括弧書きで示す。出典が「乗降人員」となっているものについては1/2とした値を括弧書きで乗車人員の欄に示し、備考欄で元の値を示す。
また、「JR調査」については、当該の年度を最終年とする過去5年間の各調査日における平均である。
| 年度               | 乗車人員（人） | 乗車人員（人） | 乗車人員（人） | 出典            | 備考                                                  |
| 年度               | 年間           | 1日平均        | JR調査         | 出典            | 備考                                                  |
| ------------------ | -------------- | -------------- | -------------- | --------------- | ----------------------------------------------------- |
| 1912年（明治44年） | 16,618         | (45.5)         |                | [ 15 ]          |                                                       |
| 1947年（昭和22年） | 101,296        | (276.8)        |                | [ 15 ]          |                                                       |
| 1948年（昭和23年） | 128,334        | (351.6)        |                | [ 15 ]          |                                                       |
| 1949年（昭和24年） | 144,568        | (396.1)        |                | [ 15 ]          |                                                       |
| 1950年（昭和25年） | 133,107        | (364.7)        |                | [ 15 ]          |                                                       |
| 1951年（昭和26年） | 164,599        | (449.7)        |                | [ 15 ]          |                                                       |
| 1952年（昭和27年） | 234,040        | (641.2)        |                | [ 15 ]          |                                                       |
| 1953年（昭和28年） | 234,153        | (641.5)        |                | [ 15 ]          |                                                       |
| 1954年（昭和29年） | 224,874        | (616.1)        |                | [ 15 ]          |                                                       |
| 1955年（昭和30年） | 243,199        | (664.5)        |                | [ 15 ]          |                                                       |
| 1956年（昭和31年） | 235,663        | (645.7)        |                | [ 15 ]          |                                                       |
| 1957年（昭和32年） | 233,965        | (641.0)        |                | [ 15 ]          |                                                       |
| 1958年（昭和33年） | 234,968        | (643.7)        |                | [ 15 ]          |                                                       |
| 1959年（昭和34年） | 238,587        | (651.9)        |                | [ 15 ]          |                                                       |
| 1960年（昭和35年） | 245,676        | (673.1)        |                | [ 15 ]          |                                                       |
| 1961年（昭和36年） | 196,500        | (538.4)        |                | [ 15 ]          |                                                       |
| 1962年（昭和37年） | 182,210        | (499.2)        |                | [ 15 ]          |                                                       |
| 1963年（昭和38年） | 189,450        | (517.6)        |                | [ 15 ]          |                                                       |
| 1964年（昭和39年） | 198,262        | (543.2)        |                | [ 15 ]          |                                                       |
| 1965年（昭和40年） | 202,238        | (554.1)        |                | [ 15 ]          |                                                       |
| 1966年（昭和41年） | 186,808        | (511.8)        |                | [ 15 ]          |                                                       |
| 1967年（昭和42年） | 178,105        | (486.6)        |                | [ 15 ]          |                                                       |
| 1968年（昭和43年） | 181,378        | (496.9)        |                | [ 15 ]          |                                                       |
| 1969年（昭和44年） | 171,972        | (471.2)        |                | [ 15 ]          |                                                       |
| 1970年（昭和45年） | 165,819        | (454.3)        |                | [ 15 ]          |                                                       |
| 1971年（昭和46年） | 161,066        | (440.1)        |                | [ 15 ]          |                                                       |
| 1972年（昭和47年） | 158,920        | (435.4)        |                | [ 15 ]          |                                                       |
| 1973年（昭和48年） | 154,041        | (422.0)        |                | [ 15 ]          |                                                       |
| 1974年（昭和49年） | 165,453        | (453.3)        |                | [ 15 ]          |                                                       |
| 1975年（昭和50年） |                | 430.0          |                | [ 16 ] [ 注 3 ] | 以下、『七飯町史 続刊』を出典とする数値はすべて概数。 |
| 1976年（昭和51年） |                | 440.0          |                | [ 16 ] [ 注 3 ] |                                                       |
| 1977年（昭和52年） |                | 400.0          |                | [ 16 ] [ 注 3 ] |                                                       |
| 1978年（昭和53年） |                | 390.0          |                | [ 17 ]          |                                                       |
| 1979年（昭和54年） |                | 380.0          |                | [ 16 ] [ 注 4 ] |                                                       |
| 1980年（昭和55年） |                | 370.0          |                | [ 16 ] [ 注 4 ] |                                                       |
| 1981年（昭和56年） |                | 331.0          |                | [ 16 ] [ 注 4 ] | 1日乗降客数は331人。                                  |
| 1982年（昭和57年） |                | 300.0          |                | [ 16 ] [ 注 4 ] |                                                       |
| 1983年（昭和58年） |                | 270.0          |                | [ 16 ] [ 注 4 ] |                                                       |
| 1984年（昭和59年） |                | 250.0          |                | [ 16 ] [ 注 4 ] |                                                       |
| 1985年（昭和60年） |                | 240.0          |                | [ 16 ] [ 注 4 ] |                                                       |
| 1986年（昭和61年） |                | 240.0          |                | [ 16 ] [ 注 4 ] |                                                       |
| 1987年（昭和62年） |                | 240.0          |                | [ 16 ] [ 注 4 ] |                                                       |
| 1988年（昭和63年） |                | 240.0          |                | [ 16 ] [ 注 4 ] |                                                       |
| 1989年（平成1年）  |                | 230.0          |                | [ 16 ] [ 注 4 ] |                                                       |
| 1990年（平成2年）  |                | 200.0          |                | [ 16 ] [ 注 4 ] |                                                       |
| 1991年（平成3年）  |                | 340.0          |                | [ 16 ] [ 注 4 ] |                                                       |
| 1992年（平成4年）  |                | 160.0          |                | [ 16 ] [ 注 4 ] | 1日乗降客数は390人。                                  |
| 1993年（平成5年）  |                | 130.0          |                | [ 16 ] [ 注 4 ] |                                                       |
| 1994年（平成6年）  |                | 130.0          |                | [ 16 ] [ 注 4 ] |                                                       |
| 1995年（平成7年）  |                | 140.0          |                | [ 16 ] [ 注 4 ] |                                                       |
| 1996年（平成8年）  |                | 120.0          |                | [ 16 ] [ 注 4 ] |                                                       |
| 1997年（平成9年）  |                | 110.0          |                | [ 16 ] [ 注 4 ] |                                                       |
| 1998年（平成10年） |                | 90.0           |                | [ 16 ] [ 注 4 ] |                                                       |
| 2017年（平成29年） |                |                | 83.8           | [ 19 ]          |                                                       |
| 2018年（平成30年） |                |                | 90.4           | [ 20 ]          |                                                       |

## 大沼だんご
駅が開業してからしばらくの1905年（明治38年）より、「沼の家」が製造する元祖大沼だんごが駅で販売されてきた。だんごは、串を刺さないものをみたらしやこしあんとともに駅弁のような折り詰めに入れたもので、製造当日のみの賞味期限であった。駅での売れ行きが落ちたため、1993年（平成5年）頃に駅での立ち売りは打ち切られ、以降は本店でのみの販売となっていた。その後JR北海道から車内での販売を持ち掛けられ、隣接する大沼公園駅から特急列車に積み込んで、1日30個程度を販売してきた。これも2019年（平成31年）のJR北海道の車内販売全廃に伴い、打ち切りとなり、大沼だんごの鉄道とのかかわりが途切れることになった。

## 駅周辺
- 北海道道338号大沼公園線
- 北海道道43号大沼公園鹿部線
- 七飯町役場大沼出張所
- 新函館農業協同組合（JA新はこだて）大沼支店
- 小沼
- 函館バス「大沼駅前」停留所[21]

## 隣の駅
北海道旅客鉄道（JR北海道）
■函館本線（本線）
新函館北斗駅 (H70) - **仁山駅 (H69) - *（熊の湯信号場） - *（小沼信号場） - 大沼駅 (H68) - 大沼公園駅 (H67)
*打消線は廃駅および廃止信号場（以下同様）
**:下り列車1本は仁山駅通過。
■函館本線（砂原支線）
（本線仁山駅方面/藤城支線） - 大沼駅 (H68) - *池田園駅 (N71) - *流山温泉駅 (N70) - （銚子口信号場） - *（新本別信号場） - 鹿部駅 (N68)
■函館本線（藤城支線・下り専用）
七飯駅 (H71) → 大沼駅 (H68) → （本線大沼公園駅方面/砂原支線）